# Costeni, Prahova
Costeni este un sat în comuna Măneciu din județul Prahova, Muntenia, România. La sfârșitul secolului al XIX-lea, satul făcea parte din comuna Izvoarele, având 211 locuitori și o biserică fondată în 1856 de domnitorul Barbu Dimitrie Știrbei. În 1968, la reorganizarea administrativă a României, satul Costeni a fost transferat la comuna Măneciu.